# Стів Девіс
Стів Девіс (англ. Steve Davis) OBE (нар. 22 серпня 1957 року) — англійський колишній професійний гравець у снукер з міста Пламстед, Лондон. У 80-х роках 20 сторіччя він домінував у цьому виді спорту, коли за дев'ять років (із 1981 до 1989) вийшов у вісім фіналів Чемпіонату світу, виборовши при цьому шість титулів (1981, 1983, 1984, 1987, 1988 і 1989 роки). Сім сезонів поспіль Стів Девіс очолював світовий рейтинг професіоналів.

## Коротка біографія і перелік досягнень
Стів Девіс народився 22 серпня 1957 року в місті Пламстед, Лондон, Англія. Батько Девіса Білл познайомив його з снукером у віці 12 років. Великий вплив на становлення Стіва як гравця справила книжка Джо Девіса "Як я граю в снукер".
Стів Девіс виграв чемпіонат Англії зі снукеру у віковій категорії до 19 років у 1976 році. Рік по тому він захистив свій титул, перемігши у фіналі свого майбутнього затятого суперника Джиммі Вайта.
З 17 вересня 1978 року Стів Девіс став наймолодшим на той час професійним гравцем. Він дебютував на Чемпіонаті світу зі снукеру в 1979 році, програвши в першому турі Деннісу Тейлору.
Стів Девіс був першим гравцем, який здійснив офіційно визнаний максимальний брейк (147 очок) у професійному змаганні (Lada Classic 1982 року), а також першим гравцем, який заробив понад 1 мільйон фунтів стерлінгів призових. ВВС оголосило Девіса спортивною особистістю року в 1988 році, і він залишається єдиним гравцем у снукер, який колись отримував цю нагороду.
Зустріч Девіса з Деннісом Тейлором у фіналі чемпіонату світу з снукеру 1985 року, в якому Тейлор програв перші вісім фреймів, але в підсумку виграв 18-17 на чорній кулі у вирішальному фреймі, визнається одним із найвідоміших матчів професійного снукеру. За цим матчем спостерігали 18,5 мільйонів глядачів, що досі є рекордним показником глядацької аудиторії у Великій Британії для трансляції після опівночі.
На додаток до своїх шести титулів чемпіона світу, Стів Девіс шість разів вигравав Чемпіонат Великої Британії та тричі Мастерс, загалом здобувши 15 титулів Потрійної Корони і посідаючи третє місце за цим показником після Ронні О'Саллівана (20) та Стівена Хендрі (18). Протягом сезону 1987–88 років він став першим гравцем, який за один сезон виграв усі три турніри Потрійної Корони - подвиг, який з того часу наслідували лише двоє інших гравців (Стівен Хендрі та Марк Вільямс).
Його 28 рейтингових титулів за кар'єру ставить його на четверте місце в рейтингу позаду О'Саллівана (37), Хендрі (36) та Джона Гіггінса (31). Домінування Девіса в снукері зменшилось у 1990-х, але він продовжував змагатися на високому рівні, вигравши в 1997 році Мастерс у віці 39 років, діставшись до фіналу Чемпіонату Великої Британії 2005 у віці 48 років.
Він здійснив свій рекордний 30-й і останній виступ на Чемпіонаті світу в Crucible в 2010 році, у віці 52 років, де переміг чинного на той момент чемпіона світу Джона Гіггінса, таким чином ставши найстаршим чвертьфіналістом Чемпіонату світу з часів Едді Чарлтона в 1983 році.
У квітні 2016 року, у віці 58 років, Стів Девіс оголосив про завершення професійної кар'єри, яка тривала 38 сезонів.

## Особисте життя
У 1988 році Стіва Девіса було визнано спортивною особистістю року ВВС і він отримав ступінь MBE. Пізніше, в 2001 році, він отримав і титул OBE. Стів Девіс є почесним президентом Snooker Writers' Association. Вболіває за футбольний клуб Чарльтон Атлетік.
Стів Девіс нині живе в Брентвуді, Ессекс. Він та його дружина Джудіт розлучились у 2005 році після 15 років шлюбу. У них двоє синів: Грег (1991 р.н.) та Джек (1993 р.н.).
Зараз Стів Девіс залишається активним снукерним коментатором та аналітиком телеканалу BBC.